# 新柳比米夫卡
47°16′17″N 35°29′49″E / 47.27139°N 35.49694°E
新柳比米夫卡（烏克蘭語：Новолюбимівка）是位於烏克蘭東南部的村莊，由扎波羅熱州瓦西里夫卡區的羅茲多爾市鎮負責管轄。該村距離科哈內1公里，始建於1923年，面積833平方公里，海拔高度96米，2001年人口301。